# 曼徹斯特鎮區 (北卡羅萊納州坎伯蘭縣)
曼徹斯特鎮區（英語：Manchester Township）是位於美國北卡羅萊納州坎伯蘭縣的一個鎮區。

## 地方資料
曼徹斯特鎮區的面積為124.31平方千米，皆為陸地。根據2020年美國人口普查的數據，當地共有人口26248人，而人口密度為每平方千米211.15人。